# Белый призрак
«Бе́лый при́зрак» (англ. White Phantom) — кинофильм. Этот фильм считают в некотором роде неофициальным продолжением Киллеров Сакуры. В фильме фигурируют ниндзя, оружейный плутоний, пьяные вечеринки и проститутки. В фильме присутствует мистика и боевые искусства.

## Сюжет
После предотвращения продажи оружейного плутония международным террористам, эксперт в области боевых искусств вынужден начать борьбу за жизнь любимой женщины. Ему противостоит древний воин, явившийся в современное американское общество.

## В ролях
| Актёр                | Роль                       |
| -------------------- | -------------------------- |
| Джей Робертс младший | Вилли                      |
| Бо Свенсон           | полковник                  |
| Пейдж Леонг          | Май Лин                    |
| Джимми Ли            | Ганзо                      |
| Х. Чианг             | владелец книжного магазина |
| Кэти МакКлюр         | дочь                       |